# Shinkichi Tajiri

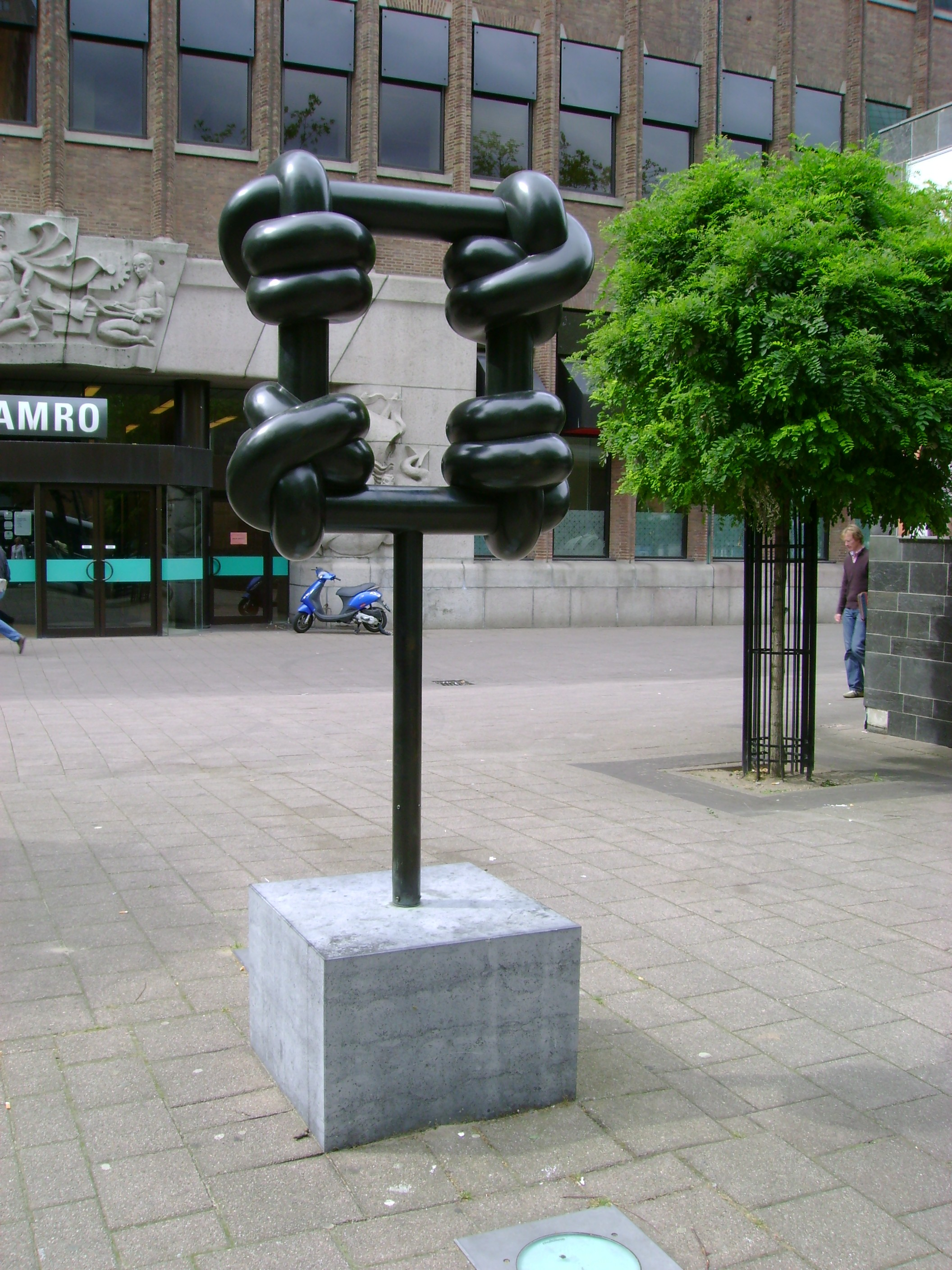
"De Knoop" (1976), Róterdam.

Shinkichi Tajiri (Los Ángeles, 7 de diciembre de 1923-Baarlo, Países Bajos, 15 de marzo de 2009) fue un escultor estadounidense neerlandés -de ascendencia japonesa (un nisei o segunda generación de emigrantes procedentes de Japón). También fue activo en la pintura, la fotografía y la cinematografía.

## Datos biográficos
Tajiri nació en Watts, un barrio obrero de Los Ángeles. Fue el quinto de los siete hijos nacidos de Ryukichi Tajiri y Fuyo Kikuta, emigrantes de primera generación (Issei), que se trasladaron de Japón a Estados Unidos en 1906 y 1913.
En 1936, la familia se mudó a San Diego. Su padre murió cuando tenía quince años. En 1940, Tajiri recibió sus primeras lecciones en la escultura de Donal Hord. 

### Vida y trabajo
En 1942, la familia de Tajiri fue evacuada a Poston War Relocation Center en Arizona.   Él era soldado, con la 442 Equipo de Regimiento de Combate , al igual que su hermano Vicent. Lucharon en Europa, a partir de 1943 y fue herido en Italia. Shinkichi regresó a Chicago para estudiar en el Instituto de Arte de 1946 a 1948.
En protesta contra el tratamiento de su población durante la guerra Tajiri dejó a Estados Unidos en 1948. En 1949 se trasladó a París  y se instaló en el barrio de Montparnasse, donde ya había estado de baja durante la guerra. Hasta noviembre de 1949, estudió con Ossip Zadkine, luego hasta septiembre de 1950 con Fernand Léger y luego un años en la Académie de la Grande Chaumière. Se reunió con Karel Appel y Corneille en París y se muestra en la exposición del grupo Cobra de 1949 en el Stedelijk Museum, Ámsterdam. 
En 1951 se trasladó a Alemania y enseñó en la Werkkunstschule Wuppertal. El 25 de mayo de 1951 se casó con Denise Martin, pero en 1954 el matrimonio se disolvió.
En 1955 ganó una Palma de Oro en Cannes, por su primer cortometraje, The Vipers, debido a su uso experimental del lenguaje de la película. Trabajó con Constant, Karel Appel, Lucebert (pintor y escritor y letrista) y Corneille.
Conoció a Ferdi Jansen de Arnhem, con quien se reunió en 1956 en Ámsterdam donde se trasladó hasta 1962, cuando se muda al Castillo de Scheres en Baarlo, cerca de Venlo con su esposa y sus dos hijas. Trabajó como escultor y pintor. Su primera exposición desde que se había instalado en los Países Bajos en 1956, tuvo lugar en el patio Hofwijck en Voorburg. Allí expuso con Wessel Couzijn y Carel Visser. En 1959 fundó, junto con Couzijn y Carel Kneulman, el grupo A'dam (Groep A'dam). 
Expuso en Kassel en la famosa  documenta II, 1959;III, 1964 y IV, 1968.
Su esposa Jansen fallece en 1969, desde esa fecha Tajiri Shinkichi enseñó en la Hochschule für Bildende Künste en Berlín. También fue profesor visitante en el Colegio de Arte y Diseño de Minneapolis.
Entre 1969 y 1970 Shinkichi tomó fotografías de todas las partes del muro de Berlín. 
En 1975 y 1976 recreó el daguerrotipo: retratos surrealistas, desnudos y daguerrotipos del Muro. 

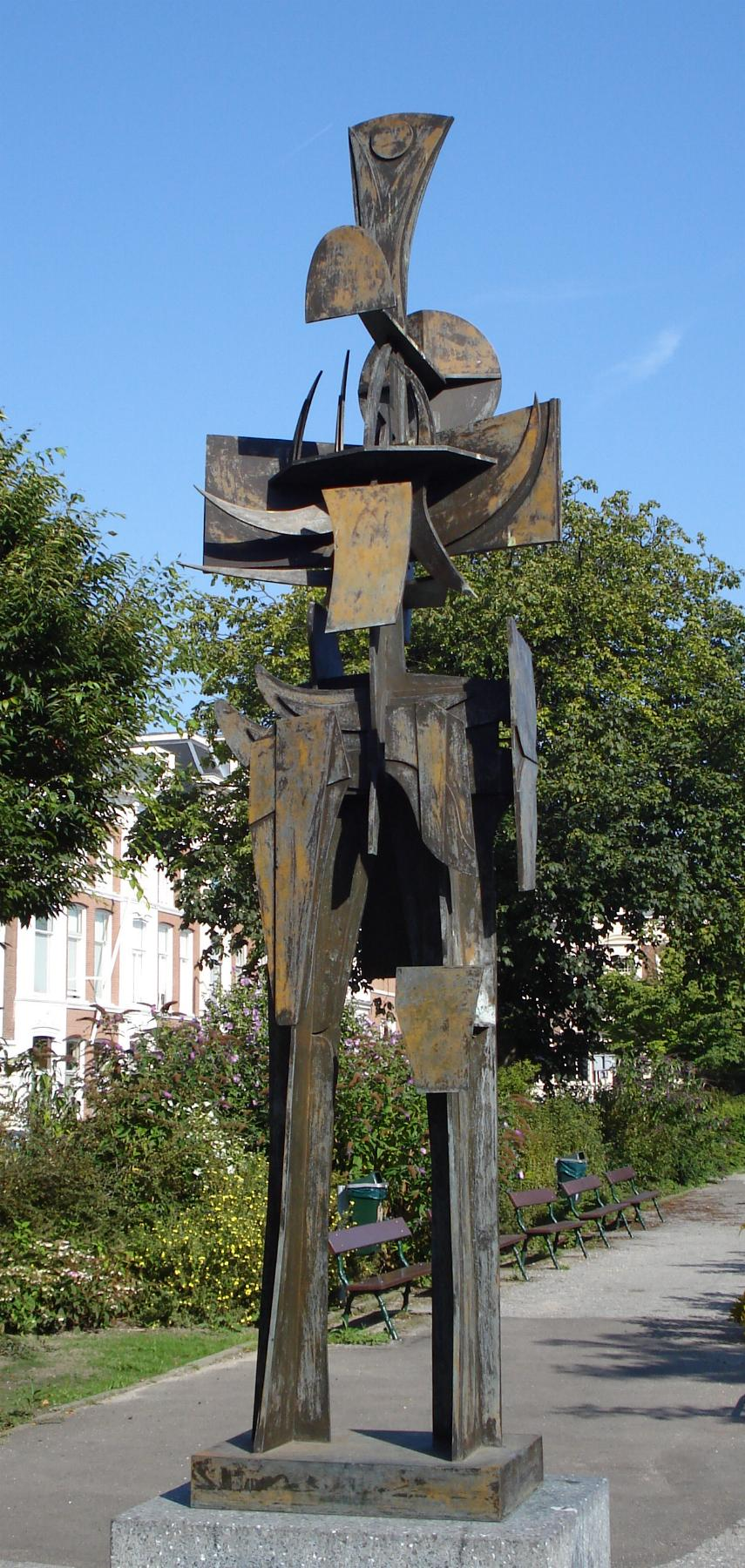
Wachter,La Haya.

En 1976 contrajo de nuevo matrimonio.
El 25 de junio de 2005 Tajiri fue nombrado ciudadano honorario de la ciudad de Maasbree. El 7 de diciembre de 2007, fue nombrado caballero en la Orden del León de los Países Bajos, por sus esfuerzos excepcionales y la significación cultural-histórica de sus actividades.
El 2 de mayo de 2007, la Reina Beatriz inauguró en Venlo cuatro imágenes de Tajiri. Las estatuas de seis metros de alto se ubican a cada lado del puente de la ciudad de Venlo. Este puente, que sustituyó al destruido durante la guerra, sirve como puerta de entrada al oeste de Venlo, y las figuras lo custodian como "guardianes" de la ciudad, y para proteger la ciudad contra la guerra y la violencia.
En el patio del Museo Cobra existe un jardín japonés de gravilla obra de Tajiri.
Shinkichi Tajiri recibió el 7 de diciembre de 2008  la ciudadanía neerlandesa y murió en 2009 a los 85 años.

### Galardones
- 100th/442d Equipo de Regimiento de Combate 1943/1946.
- Ciudadano de Honor de Los Ángeles, EE. UU. 1981
- Oficial de la Orden de Orange-Nassau en 1992.
- Ciudadano de Honor de Bruyères  en los Vosgos 1994.
- Miembro de la "Académie Royale de Belgique 2002.
- Miembro de honor de la Gemeente Maasbree, junio , 2005.
- Caballero de la Orden del León neerlandés,  2007.

## Catálogos
- Spiegel mit Erinnerungen, Shiunkichi Tajiris Wiederentdeckung der Daguerreotypie. Catálogo de la exposición, Künstlerhaus Bethanien: Berlín, 1977.
- Stereoscopic Views by Tajiri, Exhibition, catalogue, Stedelijk Museum: Ámsterdam, 1979.

## Galería

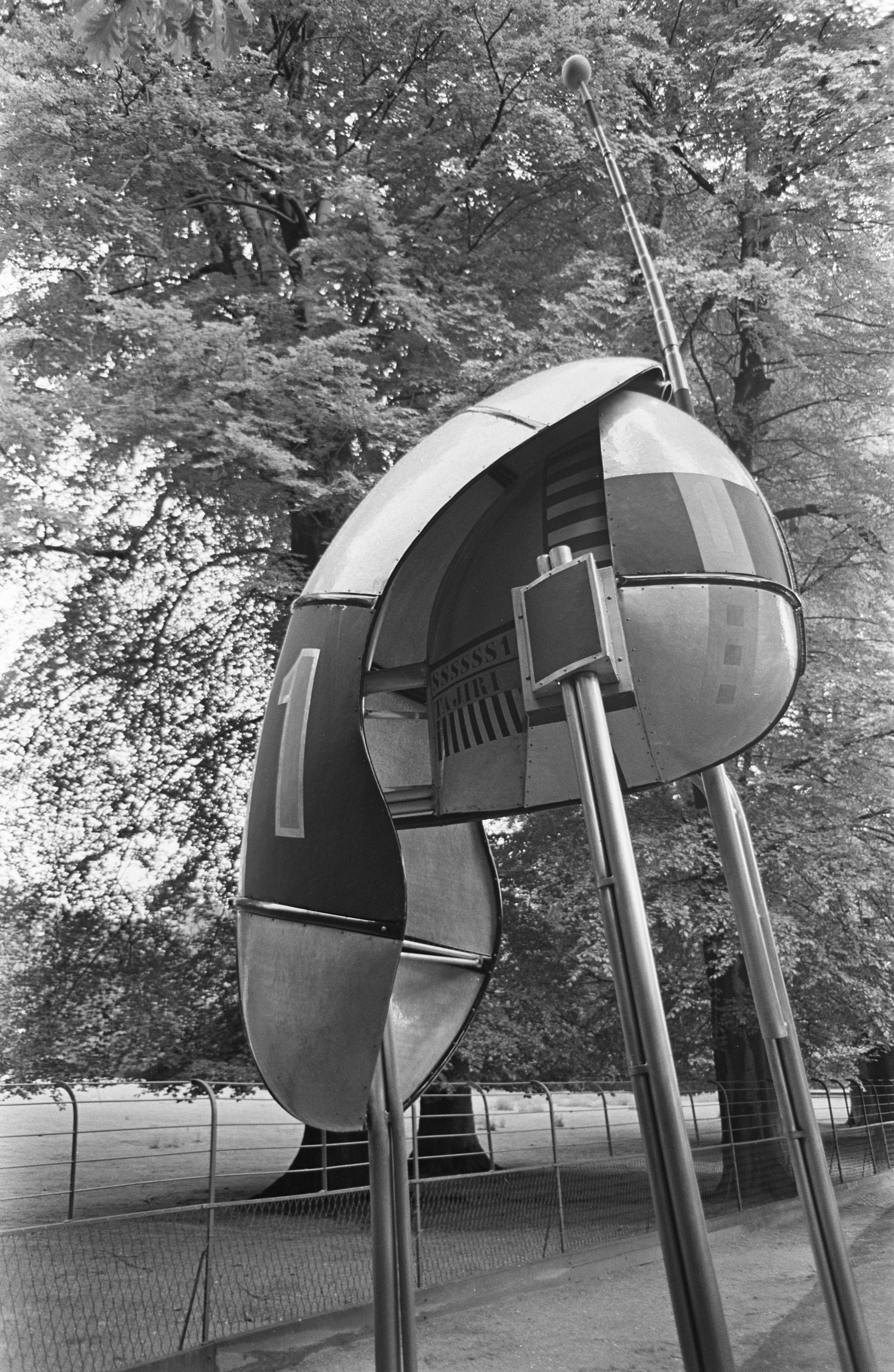
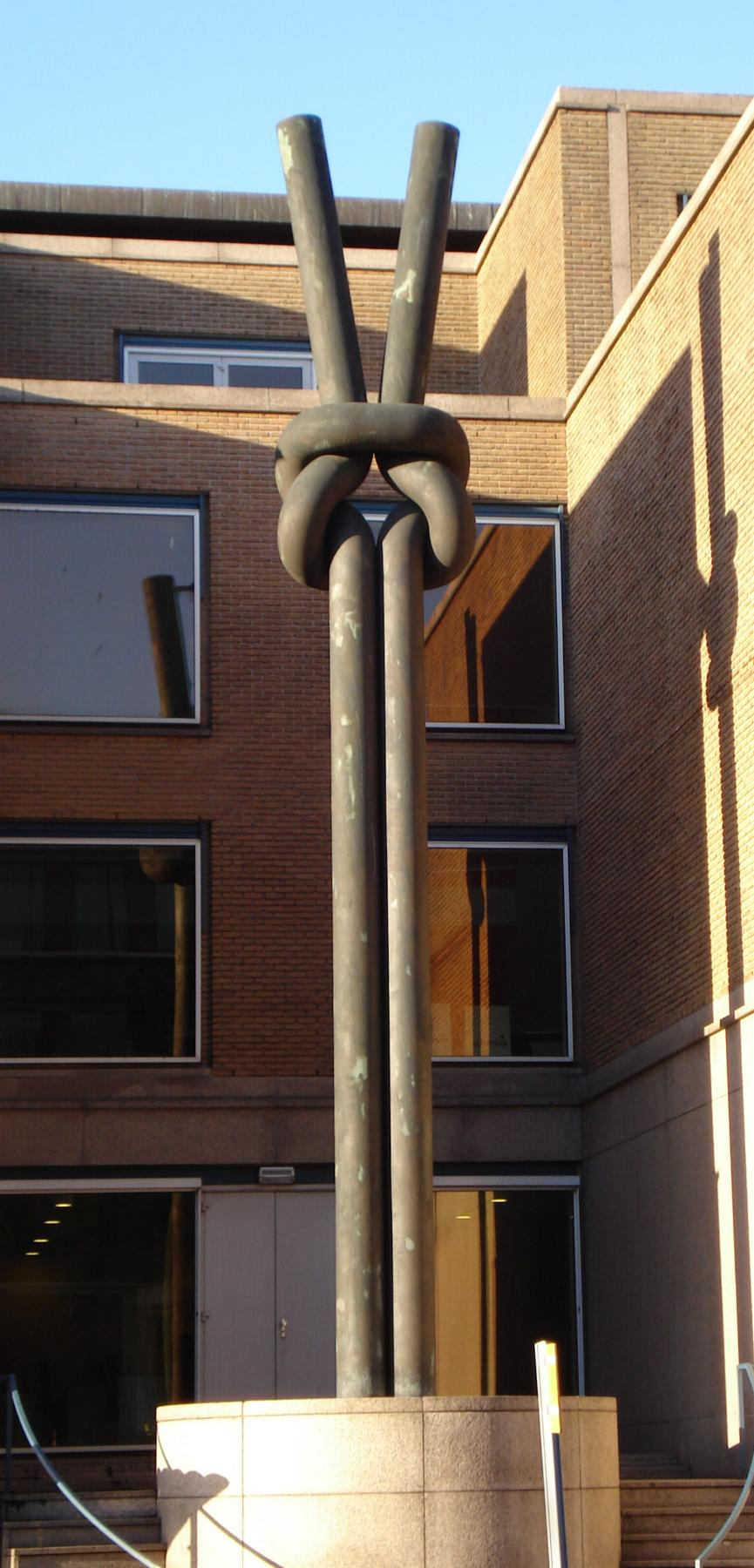
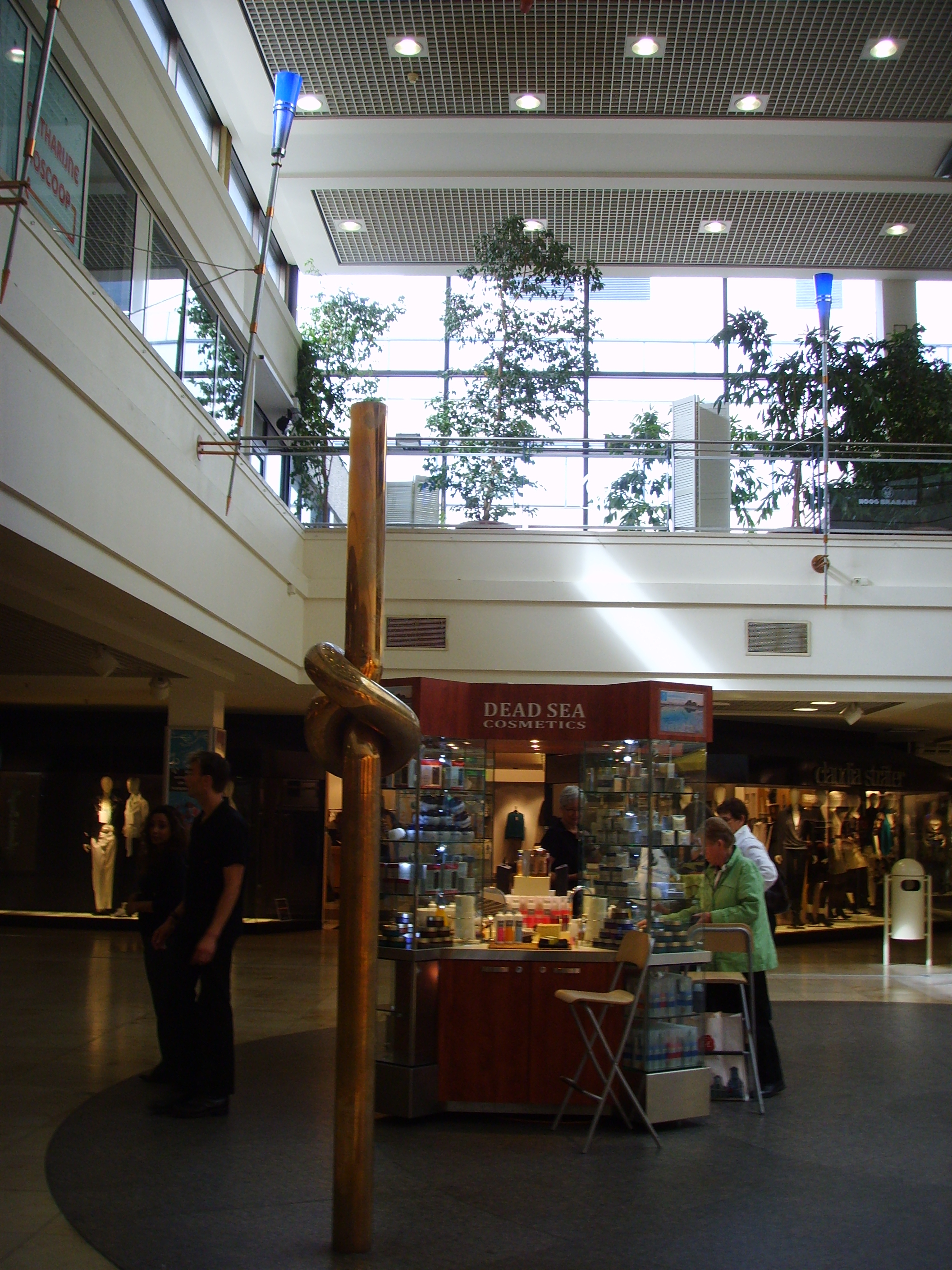
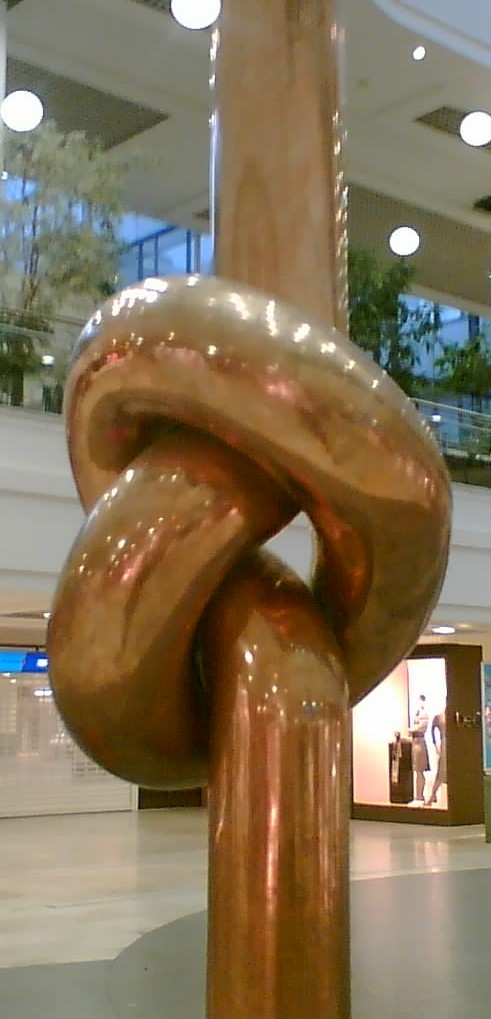
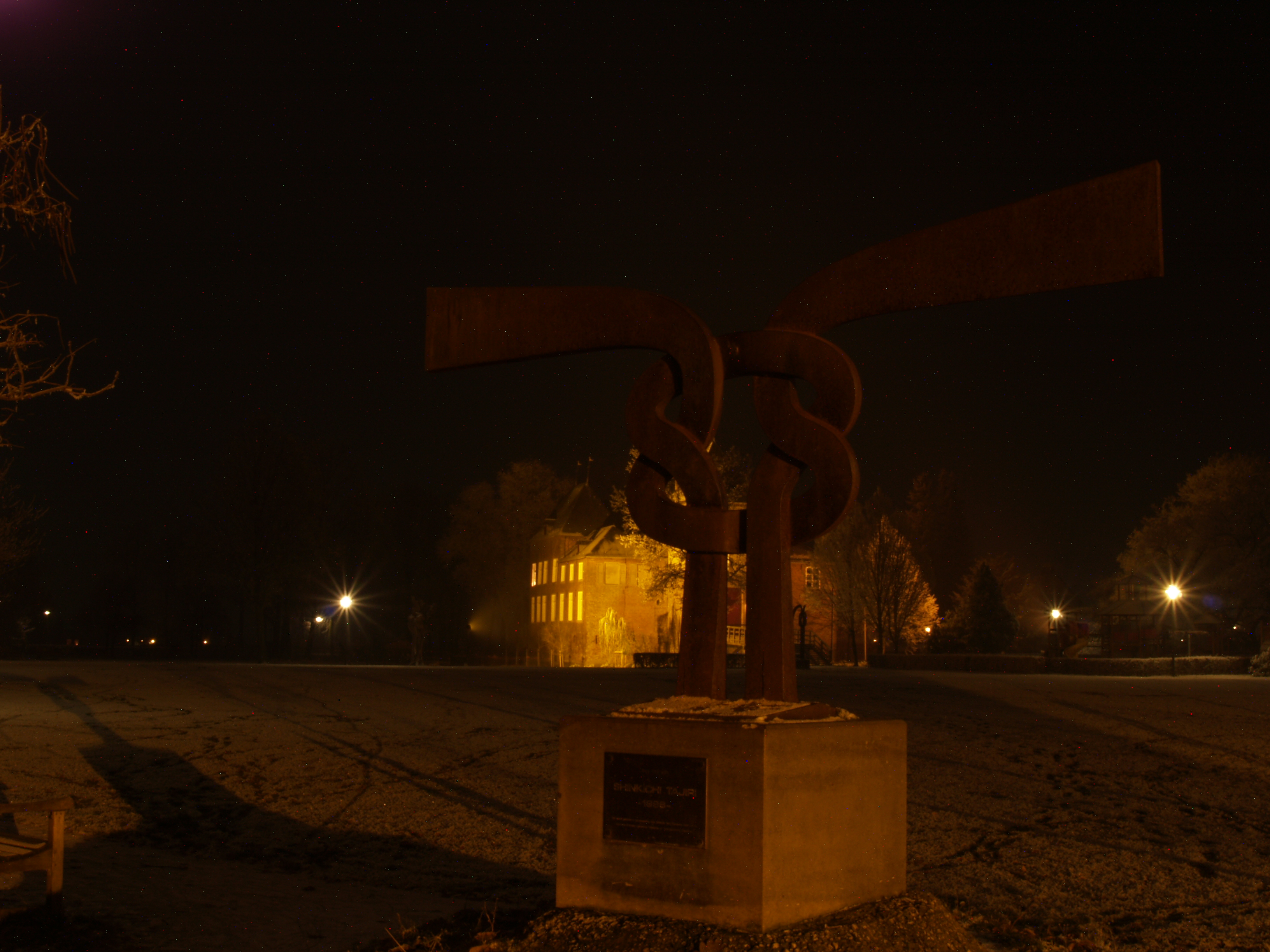
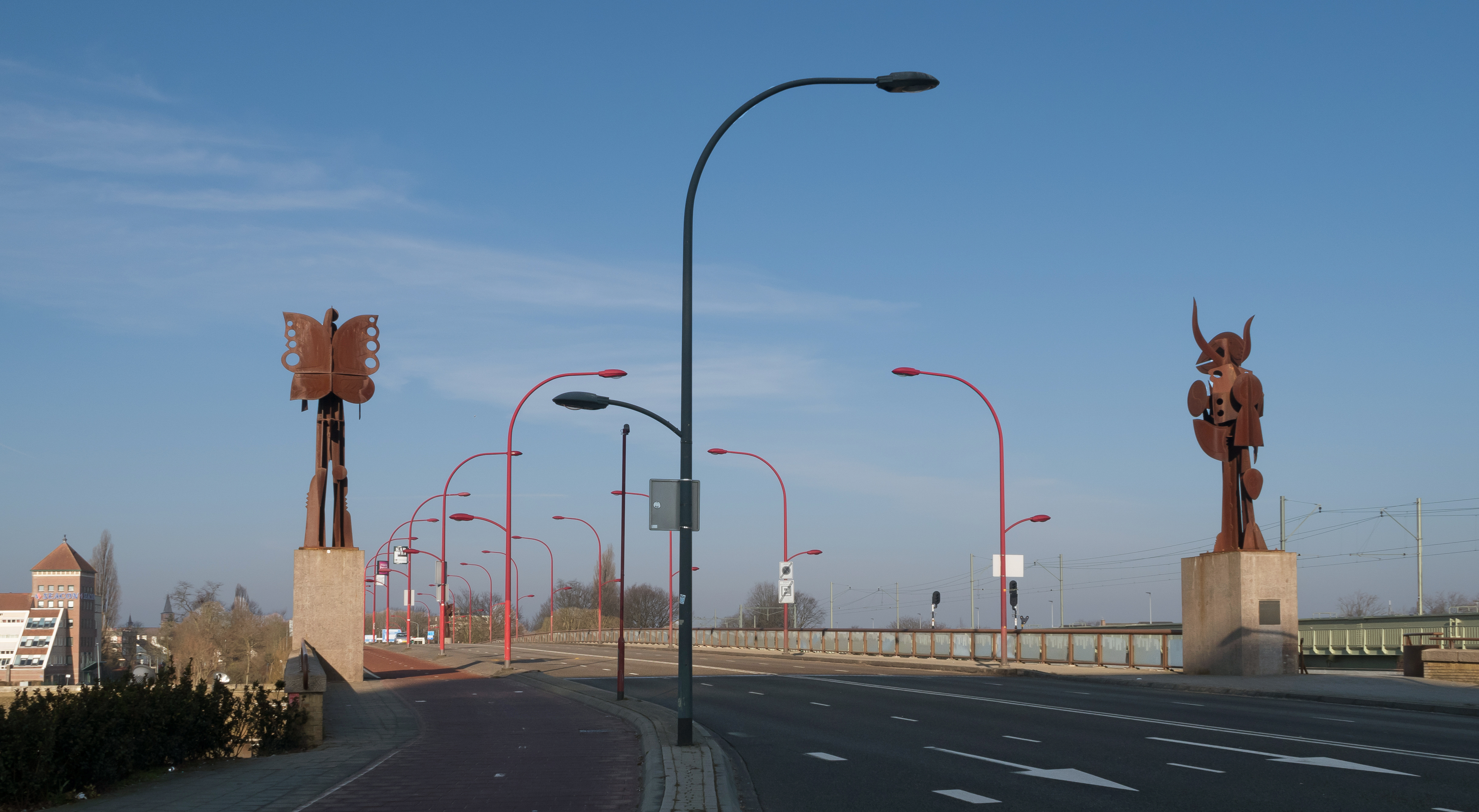